# José María Mazón
José María Ángel Mazón Ramos (Oviedo, 23 de julio de 1951), conocido como José María Mazón, es un ingeniero de caminos, canales y puertos y político español perteneciente al Partido Regionalista de Cantabria. Fue diputado del Congreso de los Diputados por Cantabria en las legislaturas XIII y XIV.
Afiliado al Partido Regionalista de Cantabria, ha ejercido diferentes responsabilidades políticas en la comunidad autónoma española de Cantabria y ha trabajado como profesor de la Universidad de Cantabria.

## Biografía
Segundo de ocho hermanos y casado con María del Carmen Gutiérrez Aragón. Mazón es funcionario del Cuerpo Superior de Administradores Civiles del Estado (TAC) y funcionario del Cuerpo Superior de Sistemas y Tecnologías de la Información de la Administración del Estado (TIC). Estudió bachillerato en el colegio de los jesuitas de Oviedo e ingeniería de Caminos, Canales y Puertos en la Escuela Técnica Superior de Ingenieros de Caminos, Canales y Puertos de Cantabria.

### Trayectoria profesional
Comenzó su trayectoria en el sector de la construcción, como ingeniero de Estudios, Proyectos y Obras y también ejerció diversos cargos en empresas privadas en la década de 1980. En 1989, ingresó como funcionario de carrera del Cuerpo Superior de Administraciones Civiles del Estado (TAC) y, en 1993, del Cuerpo Superior de Tecnologías de Información y Comunicaciones (TIC).
Como funcionario, ha trabajado en la Demarcación de Carreteras del Estado en Cantabria como jefe de servicio de Actuación Administrativa en 1990 y entre 1991 y 1995 y en la Delegación del Ministerio de Economía y Hacienda en Cantabria como secretario general de esta entre 2011 y 2015.
Entre 1988 y 1994 fue profesor responsable de Bioestadística en la Facultad de Medicina de la Universidad de Cantabria, y profesor asociado en la Escuela de Ingenieros de Caminos, Canales y Puertos de Cantabria, de la misma universidad, entre 1994 y 1996.

### Trayectoria política
Ya en el Gobierno de Cantabria, ejerció como director general de Servicios Generales (1990-1991), secretario general de la Consejería de Obras Públicas, Vivienda y Urbanismo (1995-1999), director general de Carreteras, Vías y Obras (1999-2003), consejero de Obras Públicas y Vivienda (2003-2007), consejero de Obras Públicas, Ordenación del Territorio, Vivienda y Urbanismo (2007-2011) y entre 2015 y 2019 como consejero de Obras Públicas y Vivienda. Entre 2003 y 2019 fue diputado en el Parlamento de Cantabria.

#### Diputado nacional
En 2019 encabezó la lista del PRC al Congreso de los Diputados por Cantabria en las elecciones generales de abril de 2019 y consiguió su acta de diputado en Cortes, por lo que se convirtió en el primer diputado nacional logrado por el PRC en su historia. Como diputado en la breve XIII legislatura, fue miembro de las comisiones de Hacienda, de Cooperación Internacional para el Desarrollo, de la Mixta de Relaciones con el Defensor del Pueblo, y de la de Ciencia, Innovación y Universidades. Asimismo, fue portavoz de las tres primeras y portavoz adjunto de la última de ellas en representación del Grupo Mixto.
Tras la repetición electoral en noviembre, Mazón revalidó su escaño mejorando sus resultados de los 52.000 votos de abril a los más de 68.000 de noviembre. A principios de diciembre, se especuló sobre la posibilidad de que ciertos partidos de ámbito regional formasen un grupo propio en la Cámara Baja, entre los que se encontraría el PRC.[actualizar]
En las elecciones generales de 2023, el Partido regionalista de Cantabría decidión no presentarse y José María Mazón dejó la primera línea política despues de una larga trayectoria.
Actualmente colabora con la página web Tennis Race For History (la Carrera del Tenis por la Historia), que establece una clasificación tenística de los jugadores y jugadoras desde el comienzo de la era open (1968) según el método diseñado por él mismo, denominado Método Mazón.